# Honorij (rimski cesar)
Honorij (latinsko Flavivs Honorivs Avgvstvs) je bil od leta 395  do 423 cesar Zahodnega rimskega cesarstva, * 9. september 384, Konstantinopel, † 15. avgust 423, Ravena, Italija.
Bil je najmlajši sin cesarja Teodozija I. in njegove prve žene Elije Flacile in brat cesarja Arkadija, ki je od leta 395 do svoje smrti leta 408 vladal v Vzhodnem rimskem cesarstvu.
Njegova vladavina je bila celo po kriterijih, ki so veljali v hitro propadajočem Zahodnem rimskem cesarstvu, negotova in kaotična. Podpiral ga je njegov prvi general Flavij Stiliho, ki je bil v otroštvu njegov varuh, kasneje pa njegov tast. Stilihovo vodstvo je do neke mere pripomoglo k stabilnosti države, po njegovi usmrtitvi pa se je cesarstvo naglo bližalo svojemu koncu.

## Vladanje

### Začetek
Honorij je že pri dveh letih postal konzul, pri devetih pa ga je oče 23. januarja 393 po smrti Valentinijana II. in uzurpatorja Evgenija razglasil za avgusta in svojega sovladarja.  Po Teodozijevi smrti januarja 395 sta si Honorij in Arkadij razdelila cesarstvo in Honorij je pri desetih letih postal cesar Zahodnega rimskega cesarstva.
Na začetku vladanja je bil odvisen od vojaškega vodstva generala Stiliha, katerega je imenoval Teodozij I.. Stiliho je bil vandalsko-rimskega porekla. Da bi okrepil vezi z mladim cesarjem, je z njim poročil svojo hčerko Marijo.  Na Honorija so imeli velik vpliv tudi rimski papeži, ki so preko mladega in šibkega vladarja poskušali povečati svoj vpliv v cesarstvu. Papež Inocenc I. na primer je prepričal Honorija, naj svojemu bratu Arkadiju napiše pismo, v katerem obsoja odstavitev in izgon konstantinopelskega patriarha Janeza Zlatoustega leta 407.
Prva Honorijeva prestolnica je bil Milano. Ko so Vizigoti Alarika I. leta 401 vdrli v Italijo, jo je prestavil v Raveno, ki je bila zaradi obsežnih močvirj in močnh utrdb laže branljiva, vendar zaradi svoje lege ni omogočala uspešne obrambe centralno Italije pred vedno bolj pogostimi vpadi barbarov. Rimska prestolnica je kljub temu ostala do padca zadnjega rimskega cesarja leta 476. Položaj mesta je bil verjetno razlog, da je postala tudi prestolnica Ostrogotskega kraljestva in sedež bizantinskega eksarhata.

### Stiliho in obramba Italije
Honorijevo vladavino so ves čas mučili skoraj neprekinjeni vdori barbarov v Galijo, Italijo in Hispanijo, v samem cesarstvu pa se je zaradi njegove očitne nesposobnosti, da bi obranil državo, zvrstilo več uzurpatorjev.
Prva kriza, s katero se je soočil, je bil upor v severni Afriki pod vodstvom Gilda, comesa Africae in magistra utriusque militiae per Africam. Upor, ki je trajal dve leti (397–398), je zatrl Stiliho s pomočjo Gildovega brata Maskezela.
Naslednja je bila invazija Vizigotov v Italijo leta 402 pod poveljstvom njihovega kralja Alarika I., ki je bil poleg tega tudi magister militum Vzhodnega rimskega cesarstva za Ilirik.  Stiliho, ki je bil takrat v Retiji, je odhitel v Italijo, da bi zaščitil Honorija, in za obrambo Italije odpoklical legije iz Galije in Britanije. Honorij na napad ni bil pripravljen in je iz Milana pobegnil v Asti. Alarik ga je zasledoval in prodrl v Ligurijo, kjer ga je Stiliho na Veliko noč 6. aprila 402 v bitki pri Pollentii ob reki Tanarus porazil. Alarik se je umaknil v Verono, kjer ga je Stiliho ponovno napadel in nato oslabljeni vizigotski vojski dovolil umik v Ilirik. 
Leta 405 je v Italijo preko Donave vdrl gotski kralj Radagajz in pustošil do leta 406, ko ga je Stiliho porazil in nato večino njegove vojske vključil v svojo. Leta 405/406 so preko zamrznjenega Rena v Galijo vdrle ogromne horde  Ostrogotov, Alanov, Vandalov in Kvadov.
Razmere v Britaniji je bile še slabše, ker so bile britanske province izolirane in imele premajhno podporo cesarstva. Vojaki so zato podprli upore uzurpatorjev Marka (406-407), Gracijana (407) in Konstantina III.. Konstantin je leta 407 napadel Galijo in zasedel Arles. Med njegovo odsotnostjo je v Britaniji vladal njegov sin Konstans II..  Od leta 410 je Britanija sama skrbela za svoje notranje zadeve in od Rima ni več pričakovala nobene pomoči.
Glavni vzrok za takšno stanje je bila preobremenjenost cesarstva zaradi množičnih napadov Alanov, Svebov in Vandalov, katere so leta 406 sicer pregnali iz Italije, vendar so se 31. decembra 406 prestavili v Galijo in leta 409 prišli v Hispanijo. 
Stiliho je na začetku leta 408 poskušal utrditi svoj položaj na dvoru s poroko svoje druge hčerke Termancije z ovdovelim cesarjem Honorijem. Leta 408 je preprečil ponoven Alarikov napad, tako da je prisilil rimski senat, da je Gotom izplačal 4.000 liber zlata v zameno za njihov odhod iz Italije.
Honorij je medtem v Bononii na poti iz Ravene v Ticinum izvedel za smrt brata Arkadija maja 408. Sprva je nameraval oditi v Konstantinopel in urediti zadeve na dvoru na začetku vladanja njegovega naslednika Teodozija II., potem pa je po Stilihovem nasvetu ostal v Italiji. V Konstantinopel je namesto njega odšel Stiliho. V njegovi odsotnosti je cesarjevo zaupanje pridobil minister Olimpij, ki je cesarja prepričal, da njegov arijanski tast Stiliho kuje zaroto.
Honorij je po vrnitvi v Raveno ukazal Stilihovo aretacijo in usmrtitev. Po Stilihovem padcu se je Olimpij obrnil proti vsem nekdanjim Stilihovim zaveznikom, jih mučil in ubijal in zasegal premoženje vsem, ki so na Stilihov ukaz prišli do katerekoli državne funkcije. Stilihovo hčerko in Honorijevo ženo Termancijo so detronizirali in jo vrnili materi. Stilihovega sina Evherija so usmrtili. Pobijali so tudi družine Stilihovih federalnih vojakov, zato so vojaki množično dezertirali k Alariku.
Leta 409 se je Alarik vrnil v Italijo, kjer je naletel na zelo šibek odpor. S soglasjem senata je podprl uzurpacijo rimskega prefekta Priska Atala. Leta 410 je Arkadij poslal Honoriju na pomoč šest legij, ki so zaradi reorganizacije armade štele samo po 1.000 mož in ne 6.000 kot v republiki in zgodnjem cesarstvu. Da bi se zoperstavil Atalu, se je Honorij poskušal pogajati z Alarikom in ta je leta 410 prenehal podpirati Atala, potem pa so bila pogajanja prekinjena. Alarik je ponovno vdrl v Italijo in leta 410 opustošil Rim.

### Razjedanje Zahodnega cesarstva
Upor Konstantina III. na zahodu se je nadaljeval. Leta 409 se je v Hispaniji uprl Konstantinov general Geroncij, ki je sprva podpiral Konstantina III., potem pa uzurpatorja  Maksima Hispanskega in oblegal Konstantina v Arlesu. Honorij je tokrat našel sposobnega generala in kasnejšega cesarja Konstancija III., ki je porazil Maksima in Geroncija in leta 411 še Konstantina III.. 
Takoj po Konstancijevi vrnitvi v Italijo se je v severni Galiji s podporo Alanov, Burgundov in galskega plemstva uprl Jovin. Jovin se je leta 412 poskušal pogajati s prodirajočimi Ataulfovimi Goti, po njegovi razglasitvi svojega brata Sebastjana za avgusta pa je Ataulf poskušal skleniti zavezništvo s Honorijem. Honorij je z Ataulfovo pomočjo leta 413 porazil in usmrtil Jovina. Istočasno se je v severni Afriki uprl Heraklijan, ki je nameraval napasti Italijo. Po porazu je pobegnil v Kartagino, kjer so ga ubili.
Leta 414 je Konstancij napadel Ataulfa, ki je za cesarja ponovno razglasil Priska Atala. Potisnil ga je v Hispanijo in s pomočjo Vizigotov ujel in odstavil Atala. Med svojim enajstim in Konstancijevim drugim konzulstvom je Honorij triumfalno vkorakal v Rim z Atalom na svojem bojnem vozu. Atalu so za kazen odrezali desni palec in kazalec, ker je z enako kaznijo grozil Honoriju, in ga zaradi podobne grožnje izgnali na otok Lipari.
Severovzhodna Galija je bila pod vedno večjim vplivom Frankov, zato je Honorij leta 418 podpisal pogodbo, s katero je jugozahodno Galijo, nekdanjo Akvitansko Galijo, odstopil Vizigotom. Cesarstvo je lahko obdržalo trdnjave na odstopljenem ozemlju, hkrati pa so se zelo zrahljale vezi med Rimom in zahodnimi provincami Primorske Alpe, Prva Narbonija, Druga Narbonija, Novempopulanija, Prva Akvitanija, Druga Akvitanija in Vienska Galija. Umik rimskih guvernerjev je omogočil prebivalcem omenjenih provinc, da kot odvisna federacija sami urejajo svoje notranje zadeve. Predstavniki vseh mest so se vsako leto sestali na skupščini v Arlesu.
Konstancij se je leta 417 proti njeni volji poročil s Honorijevo sestro Galo Placidijo. Leta 421 ga je Honorij imenoval za svojega socesarja Konstancija III.. Teodozij II. njegovega imenovanja ni priznal, zato se je besni Konstancij začel pripravljati na oborožen spopad z Vzhodnim cesarstvom, vendar je še pred začetkom načrtovane intervencije na začetku leta 422 umrl.
V letih 420-422 se je pojavil nov (ali morda isti) uzurpator Maksim, ki je dobil in nato izgubil oblast v Hispaniji. Do Honorijeve smrti leta 423 so v Britaniji, Hispaniji in velikem delu Galije oblast prevzeli barbari.
Nekaj let pred smrtjo je začela Honorija privlačiti njegova polsestra, zato so Gala Placidija in njeni otroci, bodoči cesar Valentinijan III. in njegova sestra Honorija pred cesarjem in neprijetnimi obrekovanji pobegnili v Konstantinopel.

### Smrt
Honorij je umrl 15. avgusta 423 zaradi edema. Ker za seboj ni pustil nobenega zakonitega naslednika, je bil za cesarja imenovan uzurpator Joanes. Joanesa so čez dve leti ujeli, pohabili in mučili in ga maja 425 obglavili. Teodozij je za cesarja Zahodnega cesarstva imenoval svojega bratranca Valentinijana III., sina Gale Palcidije in Konstancija III..

## Plenjenje Rima
Najvidnejši dogodek med Honorijevo vladavino je bil vizigotska osvojitev in plenjenje Rima 24. avgusta 410. 
Alarikovi Vizigoti so začeli oblegati Rim kmalu po Stilihovi odstavitvi in usmrtitvi poleti 408. Ker Honorij po njegovi smrti ni imel nobenega sposobnega generala, ki bi obvladoval rimsko armado, v kateri so prevladovali barbari, se ni mogel učinkovito zoperstaviti napadom Vizigotov. Izbral je strategijo, ki je bila v danem trenutku edino mogoča:  čakal je, da bodo Vizigoti izgubljali čas in se utrudili v spopadih z vojsko, ki jo je imel na razpolago. Strategija je bila posledica njegove neodločnosti in je sprožila mnogo kritik tako pri tedanjih kot kasnejših zgodovinarjih, saj je bilo njeno delovanje vprašljivo, kar so dokazali aktualni dogodki. V Rimu je zavladala lakota in eden od meščanov je Gotom odprl mestna vrata, da so preplavili mesto. Mesta ni do tedaj osvojila nobena tuja vojska od invazije Galcev pred kakšnimi osmimi stoletji. Plenjenje je bilo precej milo, saj so cerkve in verski kipi ostali nedotaknjeni. Mnogo bolj boleč je bil psihični udarec, ki je odjeknil do Britanije in Jeruzalema in navdihnil Avguština iz Hipona, da je napisal svoje življenjsko delo O Božjem mestu.
Leta 410 se je Honorij s tako imenovanim Honorijevim odlokom odzval tudi na britansko prošnjo za pomoč proti lokalnim barbarom. Zaradi prezaposlenosti z Vizigoti ni imel na razpolago nobene vojaške enote, s katero bi zaščitil oddaljeno provinco. Bizantinski učenjak Zosim, ki je ustvarjal v 6. stoletju, je o tem zapisal: »Honorij je mestom v Britaniji pisal, naj se branijo sama«. Ker je stavek zapisan sredi besedila razprave o južni Italiji, Britanija pa zatem ni več omenjena, nekateri sodobni zgodovinarji domnevajo, da se ne nanaša na Britanijo, ampak na Bruttium v južni Italiji.

## Uzurpatorji
Med Honorijevim vladanjem so se proti njemu uprli uzurpatorji
- Prisk Atal v Rimu (dvakrat)
- Maksim v Hispaniji
- Mark, Gracijan, Konstantin III. in Konstans II. v Galiji in Britaniji,

v medvladju po njegovi smrti pa še
- Jovin in Sebastjan.

### Primarni viri
- Avrelij Viktor, Epitome de Caesaribus.
- Zosim, Historia Nova, knjige 4–6.

### Sekundarni viri
- R. Mathisen, Honorius (395–423 A.D.), De Imperatoribus Romanis.
- A.H.M. Jones, J.R. Martindale, The Prosopography of the Later Roman Empire, I. del: AD 260-395, Cambridge University Press, 1971.
- A. Canduci (2010). Triumph and Tragedy: The Rise and Fall of Rome's Immortal Emperors. Pier 9 Books. ISBN 978-1-74196-598-8.
- J. B. Bury, A History of the Later Roman Empire from Arcadius to Irene, I. del, 1889.